# Fader Sergius (film, 1917)
Fader Sergius (ryska: Отец Сергий, Otets Sergij) är en rysk dramafilm från 1917, regisserad av Jakov Protazanov. Manuset av Aleksandr Volkovs är baserat på Lev Tolstojs novell med samma namn.

## Rollista
- Ivan Mozzjuchin – Kasatskij
- Olga Kondorova – Korotkova
- Vera Dzjenejeva
- Vladimir Gajdarov
- Nikolaj Panov